# Madererkamm
Der Madererkamm ist einer der längsten Teile der Verwallgruppe und erstreckt sich weitgehend von Osten nach Westen (mit Ausläufern) auf die politischen Gemeinden im Bundesland Vorarlberg (Österreich) Gaschurn, St. Gallenkirch, Silbertal und Schruns. Der Hochjochstock bildet einen recht solitär stehenden Ausläufer des Madererkamms und schließt über das Grasjoch (1975 m ü. A.). an diesen an. Der Madererkamm mit dem Valschavieler Maderer (auch: Madererspitze, 2769 m ü. A.) bildet die nordwestliche Begrenzung des Valschavieltals, an seiner Südostseite steigt der Valschavielkamm mit dem Tavamunter Augstenberg (2489 m ü. A.) auf. Der Kamm liegt im Zentrum des Europaschutzgebiets Verwall.
Der Madererkamm wird vom Wormser Weg tangiert, welcher von der Heilbronner Hütte (2308 m ü. A.) zur Wormser Hütte (2305 m ü. A.) führt.

## Relevante Gipfel des Madererkamms
Relevante Gipfel des Madererkamms sind:
| Gipfel                      | Höhe | Anmerkung                                            |
| --------------------------- | ---- | ---------------------------------------------------- |
| Fredakopf                   | 2252 |                                                      |
| Scheimersch                 | 2420 |                                                      |
| Geisterspitz                | 2480 |                                                      |
| Dreier (Montafon)           | 2321 |                                                      |
| Dürrkopf                    | 2407 | Doppelgipfel                                         |
| Roßberg (Montafon)          | 2381 |                                                      |
| Schärmsteeberg              | 2370 |                                                      |
| Luterseeberg                | 2480 |                                                      |
| Tälispitz                   | 2613 |                                                      |
| Valschavieler Maderer       | 2769 | auch: Madererspitze, höchster Gipfel der Untergruppe |
| Zapfkopf                    | 2288 |                                                      |
| Grappeskopf                 | 2206 |                                                      |
| Frastafallerspitz           | 2571 | (Bizulspitze)                                        |
| Giampspitze                 | 2533 |                                                      |
| Giampkopf                   | 2470 |                                                      |
| Schwarze Wand (Montafon)    | 2592 | Doppelgipfel                                         |
| Fanesklakopf                | 2539 | Doppelgipfel                                         |
| Valschavieler Plattenspitze | 2561 |                                                      |
| Torkopf (Montafon)          | 2638 |                                                      |
| Valschavielkopf             | 2696 |                                                      |
| Valschavieler Albonakopf    | 2482 |                                                      |
| Fraschkopf                  | 2349 |                                                      |

## Namensherleitung
Der Bergkamm teilt seinen Namen mit seinem höchsten Gipfel, der Madererspitze, sowie mit dem nördlich davon liegenden Maderertal und dem westlich liegenden Maderertäli. Anton von Ruthner in „Aus Tirol. Berg- und Gletscher-Reisen in den österreichischen Hochalpen“ (1869), S. 432, erwähnt, dass der Maderer von der einheimischen Bevölkerung „nach dem romanischen Namen der Madriser“ genannt werde.

## Wandern
Die meisten Gipfel des Madererkamms sind vom Tal (Gaschurn / Gortipohl / Silbertal / St. Gallenkirch) aus in etwa vier bis sechs Stunden zu Fuß zu erreichen. Die einzelnen Gipfel befinden sich teilweise relativ weit auseinander. Es ist gute Kondition und Trittsicherheit erforderlich.